# Port lotniczy Ordu–Giresun
Port lotniczy Ordu–Giresun (tur. Ordu-Giresun Havalimanı, ang. Ordu–Giresun Airport, kod IATA: OGU, kod ICAO: LTCB) – port lotniczy w Turcji, położony na sztucznej wyspie nieopodal miasta Gülyalı, 19 km od Ordu i 25 km od Giresun. Trzecie na świecie i pierwsze w Europie lotnisko położone na sztucznej wyspie.

## Linie lotnicze i połączenia
| Linia            | Kierunek                                              |
| ---------------- | ----------------------------------------------------- |
| AJet             | 1. Ankara 2. Stambuł-Sabiha Gökçen Sezonowo: 1. Izmir |
| Pegasus Airlines | 1. Stambuł-Sabiha Gökçen Sezonowo: 1. Düsseldorf      |
| SunExpress       | Sezonowo: 1. Düsseldorf                               |
| Turkish Airlines | 1. Stambuł Sezonowo: 1. Monachium                     |